# En Vogue
En Vogue – amerykańska grupa R&B założona w 1989 w Oakland w Kalifornii. Tworzą ją: Terry Ellis, Cindy Herron i Rhona Bennett. Zespół powstał z inicjatywy dwóch producentów muzycznych: Denzila Fostera oraz Thomasa McElroya. Formacja dotychczas wydała pięć albumów studyjnych.

## Dyskografia
- 1990: Born To Sing
- 1992: Funky Divas
- 1997: EV3
- 2000: Masterpiece Theatre
- 2004: Soul Flower